# Джакипбекова, Нагима Орманбековна
Нагима Орманбековна Джакипбекова (каз. Нағима Орманбекқызы Жақыпбекова; род. 17 ноября 1960, Арыс, Южно-Казахстанская область) — советский и казахстанский учёный, доктор технических наук (2003), профессор (2006).

## Биография
В 1983 году окончила Казахский государственный университет (Алма-Ата). С 1983 года работает в Южно-Казахстанском государственном университете имени М. О. Ауэзова: преподавателем, затем заведующей кафедрой физической и коллоидной химии.

## Научная деятельность
Направление научных работ — получение полимерных реагентов из вторичных материалов и их применение в металлургии, нефтедобыче, гальванотехнике, сельском хозяйстве. Опубликовала более 80 научных трудов, имеет 6 патентов Республики Казахстан, автор монографии «Водорастворимые полимеры и промышленные дисперсии» (2000, Алма-Ата).

## Награждения
Лауреат Государственной премии Республики Казахстан в области науки, техники и образования (2005), в 2011 году Джакипбекова в числе 200 преподавателей награждена государственным грантом Казахстана «Лучший преподаватель вуза».